# Lycée Hoche
A Lycée Hoche egy francia állami közép- és felsőoktatási intézmény, amely Versailles város Notre-Dame kerületében, a Avenue de Saint-Cloud 73. szám alatt található (Yvelines megyében). Az 1803-ban alapított napóleoni középiskola 1888-ban a Lycée Hoche nevet kapta Lazare Hoche versailles-i születésű francia tábornok tiszteletére. A kápolna 1926 óta műemlék, a többi kolostorépület 1969 óta műemléki védelem alatt áll. Jelenlegi igazgatója Guy Seguin.
Elismerik az érettségi és a Grandes Écoles felvételi vizsgákon elért kiváló eredményeiért, különösen tudományos (École Normale Supérieure, Polytechnique, Mines de Paris, CentraleSupélec, École des Ponts) és kereskedelmi (HEC Paris) vizsgáiért.

## Ismert diákok
- Raymond Aron, francia filozófus, szociológus, politológus
- Paul Déroulède, francia politikus és író, a Ligue des patriotes alapítója
- Louis Franchet d’Espèrey, francia tábornagy
- Francisco Ignacio Madero, mexikói politikus, a mexikói forradalom kirobbantója, majd Mexikó elnöke 1911 végétől 1913 elejéig
- Wendelin Werner, születésű francia matematikus